# Cotapata
Cotapata es un topónimo referente a un área de la provincia de Nor Yungas del Departamento de La Paz en el oeste de Bolivia. El área que responde a esta denominación está ubicada en la divisoria de aguas del río Unduavi y la cabecera del río Chairo (también llamado Siñari). En este lugar, en donde actualmente existe un pequeño asentamiento y está ubicado a orillas de la carretera que desciende desde la ciudad de La Paz y se adentra en la provincia de Nor Yungas, existía una laguna que muy probablemente sea la que dio nombre al lugar.
La ubicación aproximada de este lugar es 16 grados 17 minutos de latitud sur y 67 grados 50 minutos de longitud oeste.
Este nombre surge de la combinación de las palabras cota y pata, presumiblemente del español y el aymara respectivamante y que significan lo mismo: cima, lugar alto y elevado.
Este topónimo es popularmente conocido por dar nombre al Parque nacional y área natural de manejo integrado Cotapata así como a un importante tramo carretero de la red viaria fundamental boliviana que conecta la ciudad de La Paz y la llanura del río Beni, la carretera Cotapata-Santa Bárbara.